# فرد أ. سميث
فرد أ. سميث (بالإنجليزية: Fred A. Smith)‏ هو فارس أمريكي، ولد في 1913 في كاماغواي في كوبا، وتوفي في 28 يونيو 1951.